# 雅尔泽维拉日
雅尔泽维拉日（法語：Jarzé Villages，法語發音：[ʒaʁze vilaʒ] ⓘ）是法国曼恩-卢瓦尔省的一个市镇，位于该省北部略偏东，属于昂热区。

## 地名
该地名“雅尔泽维拉日”（Jarzé Villages）由两部分组成：“雅尔泽”（Jarzé），该市镇的前身及主体雅尔泽；“维拉日”（Villages），法语意为“村庄”，这里为复数形式，指多个村庄的集合。

## 历史
雅尔泽维拉日成立于2016年1月1日，由以下4个市镇合并而成：
- 博沃
- 肖蒙当茹（Chaumont-d'Anjou）
- 雅尔泽（Jarzé）
- 博热地区吕埃（Lué-en-Baugeois）

其中雅尔泽为政府驻地。

## 地理
雅尔泽维拉日（47°33'22"N, 0°13'55"W）面积60.5 平方千米，位于法国卢瓦尔河地区大区曼恩-卢瓦尔省，该省份为法国西部内陆省份，大致对应安茹地区，北起顺时针与马耶讷省、萨尔特省、安德尔-卢瓦尔省、维埃纳省、德塞夫勒省、旺代省、大西洋卢瓦尔省和伊勒-维莱讷省接壤。
与雅尔泽维拉日接壤的市镇（或旧市镇、城区）包括：马尔塞、塞迈斯、马泽-米隆、安茹地区博热、科尔尼耶莱卡沃、科尔泽、迪尔塔勒。
雅尔泽维拉日的时区为UTC+01:00、UTC+02:00（夏令时）。

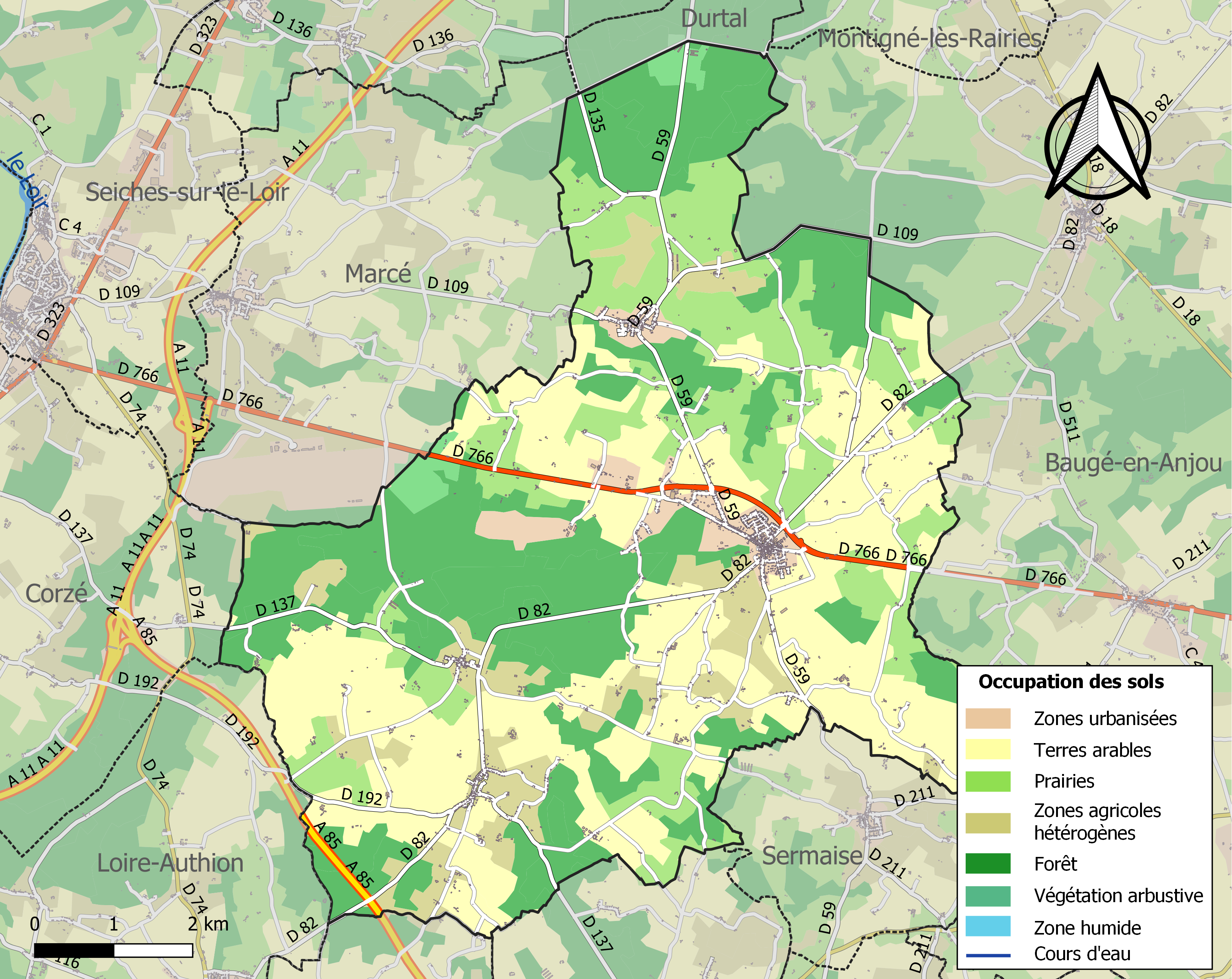
雅尔泽维拉日的OSM定位图

## 行政
雅尔泽维拉日的邮政编码为49140，INSEE市镇编码为49163。

## 政治
雅尔泽维拉日所属的省级选区为昂热第六县。

## 人口
雅尔泽维拉日于2022年1月1日时的人口数量为2792人。